# 자키 흐루넌
자키 노엘 흐루넌(네덜란드어: Jackie Noëlle Groenen, 1994년 12월 17일 ~ )은 네덜란드의 현직 여자 축구 선수이자 전직 여자 유도 선수이다. 포지션은 미드필더이며, 현재 프랑스 디비지옹 1 페미닌의 파리 생제르맹 페미닌에서 활동하고 있다.

## 유도 선수 경력
자키 흐루넌은 축구 선수로 데뷔하기 이전에 유도 선수로 데뷔했다. 2007년, 2008년, 2009년에 열린 네덜란드 15세 이하 유도 선수권 대회의 여자 32kg급에서 우승을 차지했으며 2010년에는 해당 대회의 여자 44kg급에서 준우승을 차지했다. 2010년 3월 6일에 네덜란드 틸뷔르흐에서 열린 17세 이하 유도 선수권 대회에서는 여자 40kg급 금메달을 획득했고 2010년 6월에 체코 테플리체에서 열린 유럽 17세 이하 유도 선수권 대회에서는 여자 40kg 동메달을 획득했다.
자키 흐루넌은 2011년 2월에 열린 네덜란드 20세 이하 유도 선수권 대회에 참가하여 여자 44kg급에서 우승을 차지했지만 엉덩이 부상으로 인해 유도 선수 생활을 마감하고 축구 선수로 전향하게 된다.

## 축구 선수 경력

### 클럽 경력
자키 흐루넌은 자신의 여동생인 메럴 흐루넌과 함께 GSBW에서 축구 선수 생활을 시작했으며 VV 릴, 빌헬미나 보이스, SV 로트빗 펠트호번에서 청소년 클럽 선수로 활약했다. 자키와 메럴 흐루넌 자매는 2011년에 독일의 여자 축구 클럽인 SG 에센-쇠네베크에 입단했다.
자키 흐루넌은 2011년부터 2014년까지 FCR 2001 뒤스부르크에서 선수 생활을 했으며 2014년부터 2015년까지 잉글랜드의 여자 축구 클럽인 첼시 소속으로 활약했다. 2015년 6월에는 독일의 여자 축구 클럽인 1. FFC 프랑크푸르트로 이적해 2019년까지 활동했고, 2019년 5월에 잉글랜드의 맨체스터 유나이티드 WFC로 이적했다.

### 국가대표 경력
자키 흐루넌은 2009년에 열린 UEFA U-17 여자 축구 선수권 대회 예선 5경기에 출전했지만 본선에는 기용되지 않았다. 2012년에는 네덜란드 여자 U-19 축구 국가대표팀 명단에 이름을 올렸지만 부상으로 인해 1경기만 뛰고 하차했다.
자키 흐루넌은 한때 벨기에 국적을 취득했지만 나중에 번복하고 네덜란드 여자 축구 국가대표팀에 합류했다. 2016년 1월 22일에 열린 덴마크와의 친선 경기에 처음 출전했으며 네덜란드가 우승을 차지한 UEFA 여자 유로 2017, 네덜란드가 준우승을 차지한 2019년 FIFA 여자 월드컵에 참가했다. 특히 2019년 FIFA 여자 월드컵에서는 스웨덴과의 준결승전에서 결승골을 기록했다.

## 수상

### 국가대표
- UEFA 여자 유로 2017 우승
- 2018년 알가르브컵 우승
- 2019년 FIFA 여자 월드컵 준우승

### 개인
- UEFA 여자 유로 2017 베스트 일레븐 선정